# Rolston Williams
Rolston Williams (3 de febrero de 1965-14 de octubre de 2020) fue un entrenador antiguano que dirigió a la Selección de fútbol de Antigua y Barbuda.

## Trayectoria

### Clubes
Durante 2010 y 2011 se desempeñó como director técnico del Parham FC de la Primera División de Antigua y Barbuda, con el cual logró coronarse campeón nacional tras vencer al Hoppers FC en la final de la Temporada 2010/11.

### Selección nacional
El 14 de noviembre de 2012, fue nombrado entrenador de la Selección de fútbol de Antigua y Barbuda y dirigió a los Benna Boys durante la Copa del Caribe de 2012.

## Clubes
| Club               | País              | Año         |
| ------------------ | ----------------- | ----------- |
| Selección nacional | Antigua y Barbuda | 2004        |
| Parham FC          | Antigua y Barbuda | 2010 - 2011 |
| Selección nacional | Antigua y Barbuda | 2012 - 2018 |

## Palmarés
| Título           | Club      | País              | Año  |
| ---------------- | --------- | ----------------- | ---- |
| Primera División | Parham FC | Antigua y Barbuda | 2011 |